# Maladie du charbon
Pour les articles homonymes, voir Charbon.
 Mise en garde médicale
La maladie du charbon, également appelée fièvre charbonneuse, est une maladie infectieuse aiguë causée par la bactérie Bacillus anthracis. C'est une anthropozoonose, c'est-à-dire commune aux animaux et à l'homme. Très rare chez l'homme, elle s'observe le plus souvent chez les animaux herbivores.
Bacillus anthracis est une arme bactériologique potentielle depuis la fin de la Seconde Guerre mondiale et a été particulièrement médiatisée à la suite des attentats du 11 septembre 2001.
Malgré son nom anglais anthrax, cette maladie ne doit pas être confondue avec l'anthrax, qui en français désigne une staphylococcie cutanée.

## Histoire

### La maladie
La maladie du charbon existait probablement dès l'Antiquité, confondue avec les nombreuses maladies qui pouvaient décimer les troupeaux. Ainsi lorsque Aristote parle de morts rapides d'animaux au pâturage, en mettant en cause la « morsure venimeuse » des musaraignes, il se serait agi en fait d'une forme suraiguë de fièvre charbonneuse.
Les médecins historiens du XIXe siècle ont cru voir cette maladie dans le mythe de la tunique de Nessus, qui aurait été une tunique de laine provenant d'un animal charbonneux ; dans la Bible, comme la cinquième et sixième des dix plaies d'Égypte ; dans Homère ; dans Virgile (troisième chant des Géorgiques, sur les maladies des troupeaux) ; dans Lucrèce, etc.
Hippocrate utilise le terme grec anthrax pour désigner une lésion cutanée avec escarre noirâtre, ressemblant à du charbon. Selon les critères modernes, rien ne permet d'affirmer qu'il s'agisse vraiment de maladie du charbon, c'est plausible tout en demeurant incertain. Pline l'Ancien, au premier siècle de notre ère, évoque aussi la maladie sous le nom de carbunculus : il la dit mortelle pour l'homme et indique un traitement à base de « charbon de bois de chêne écrasé et mélangé avec du miel ».
La maladie est reconnue au XVIe siècle, au moins par la république de Venise qui punit de mort les vendeurs de viande d'animaux charbonneux. À partir du XVIIe siècle, les descriptions se font plus précises avec une meilleure identification des formes animales et humaines. Au XVIIIe siècle, la maladie fait des ravages, entre autres, chez les ouvriers de la laine et les artisans perruquiers qui travaillent des produits animaux importés (peaux et crins).
En 1769, la maladie humaine est identifiée de façon plus moderne par Fournier, de l'Académie de Dijon, sous le nom de « charbon malin ». Il décrit différentes lésions cutanées, dont une lésion initiale la « pustule maligne », qu'il compare à une « piqûre de puce maligne » ; et surtout il reconnaît la transmission à l'homme par manipulation de laine de mouton, transmettant des « atomes de ferment charbonneux ». C'est la première description de maladie du charbon d'origine professionnelle, chez des ouvriers des manufactures de couvertures, à Montpellier. Ce problème sera redécouvert, à grande échelle, à la fin du XIXe siècle, dans l'industrie lainière d'Écosse et du Yorkshire utilisant des matières premières importées (woolsorters disease, maladie des trieurs de laine).
En 1779, Philibert Chabert, de l'école vétérinaire d'Alfort nouvellement créée, publie son Traité du Charbon ou Anthrax dans les Animaux, où il distingue les caractéristiques de la maladie selon les différentes espèces d'animaux domestiques, en insistant sur le plus grand risque pour l'homme de s'exposer à un animal charbonneux, plutôt qu'à un autre homme charbonneux. L'ouvrage fera référence jusqu'au milieu du XIXe siècle.
Au début du XIXe siècle, la fièvre charbonneuse fait l'objet de nombreuses recherches tant par les médecins que par les vétérinaires : caractères épidémiques, transmissions, expérimentations selon les espèces, persistance dans le sol de la virulence plusieurs années après l'enfouissement de bêtes charbonneuses... L'étude du charbon et de ses différents modèles animaux peut être vue comme le lieu de naissance de la bactériologie médicale, en tant que discipline scientifique.
L'importance du sujet, à cette époque, est liée au fléau sanitaire et économique représenté par le charbon animal. Vers 1850, la mortalité s'élevait en Auvergne à 10-15 % du cheptel, de 20 à 50 % en Beauce, le seul arrondissement de Chartres perdait plus de 20 000 moutons par an. Il s'agit donc aussi d'un problème politique traité au niveau gouvernemental.
Les chercheurs vont travailler dans un double cadre de rivalité : la rivalité internationale (surtout franco-allemande) et la rivalité nationale (entre chercheurs d'une même nation). Par exemple, si la rivalité franco-allemande peut se solder par un match nul, le XIXe siècle verra, en France, la fin des médecins-chercheurs isolés (praticiens de ville, faisant de la recherche dans leur temps libre, comme Davaine) et le triomphe des chercheurs institutionnels (sachant reprendre les idées en utilisant des réseaux de décision et de pouvoir, comme Pasteur).

### La bactérie
En 1823, Éloy Barthélemy (1785-1851) démontre la transmission de la fièvre charbonneuse au cheval par ingestion ou inoculation de sang infecté, mais ces premières études expérimentales sont perturbées par les résultats de quelques chercheurs, comme Bernard Gaspard (1788-1871) et Magendie, qui annoncent reproduire les mêmes troubles par inoculation de n'importe quel produit en putréfaction. Cette notion va servir de frein, car elle jette un doute sur la spécificité des produits charbonneux, tout en prolongeant des conceptions humorales : le charbon est une pourriture des humeurs, c'est la « maladie du sang de la vache », du « sang de rate du mouton ».
En 1850, le Français Rayer signale que Davaine, associé à ses recherches, a vu des petits corps filiformes dans le sang de moutons atteints du charbon (« bâtonnets ou baguettes de Rayer et Davaine »). Rien n'indique qu'ils aient soupçonné dans ces corps l'agent de la maladie. En 1855, l'Allemand Aloys Pollender (qui affirme avoir fait sa découverte dès 1849) décrit lui aussi des corpuscules présents dans le sang d'animaux charbonneux, note l'aspect de bactéries (« vibrio ») de ces corpuscules et, contrairement à Davaine, envisage, mais sans se prononcer, qu'ils puissent être la cause de la maladie.
En effet, les chercheurs se demandaient si ces petits corps étaient la cause ou la conséquence de la maladie. À la même époque, on découvrait les « vibrions mobiles de la putréfaction » ou agents microbiens de la décomposition. L'idée dominante du moment était que ces corpuscules immobiles pouvaient être les précurseurs de la décomposition, en s'animant après la mort. La « pourriture des humeurs » pouvait encore s'accorder avec ces premières observations microscopiques.
En 1860, lors d'une épizootie frappant les chevaux de la Compagnie des Petites Voitures de Paris (fiacres) appelée alors « maladie régnante », Delafond (1805-1861) montre qu'il s'agit d'une fièvre charbonneuse en notant la valeur diagnostique et pronostique des « baguettes » microscopiques. Il en réussit les premières cultures en annonçant leur appartenance au règne végétal, mais il échoue à obtenir la forme sporulée.
En 1863, éclairé par un mémoire de Pasteur (1859) montrant que la fermentation butyrique est l'œuvre de microorganismes vivants, Davaine réinterprète ses anciens travaux, il annonce le rôle causal des bâtonnets, qu'il appelle « bactéridie » et qui agissent à la manière des ferments, du vivant même de l'organisme (sans attendre sa mort comme les agents de putréfaction). Il s'agissait là, à ce stade, d'une déclaration d'intention qui restait encore à prouver pour convaincre les sceptiques et surmonter les objections. D'autres études de Davaine suivront en ce sens jusqu'en 1868, elles sont considérées désormais comme la première preuve de l'origine microbienne d'une maladie transmissible à l'homme.
En 1876, Robert Koch complète la démonstration de Davaine et, développant une idée de Ferdinand Cohn, établit la capacité de la bactérie du charbon à former des spores, ce qui peut la rendre très résistante et capable de se régénérer.
L'existence d'une toxine du charbon fut démontrée pour la première fois en 1955.

### Les vaccins

#### Vaccins vétérinaires
Les premiers vaccins contre le charbon (Auguste Chauveau, Henry Toussaint et W.S. Greenfield en 1880, Louis Pasteur en 1881) étaient très vraisemblablement des vaccins à bactéries vivantes et capsulées, c'est-à-dire que les bactéries qui constituaient la souche n'étaient pas privées de leur capacité de former une capsule.
En mai 1881, à Pouilly-Le-Fort, près de Melun, Pasteur réalise une célèbre expérience de vaccination contre le charbon sur cinquante moutons. Sur cette expérience, et notamment sur la mesure dans laquelle il est reproché à Pasteur de s'être approprié une idée d'Henry Toussaint, voir l'article « Secret de Pouilly-le-Fort ». L'Institut Pasteur détient toujours des souches de Bacillus anthracis de différentes virulences.
Le vaccin de Pasteur, qui eut la préférence sur celui de ses rivaux, donnait des résultats globalement satisfaisants. Les statistiques de l'époque indiquent une réduction de la mortalité à moins de 1 %, alors qu'elle était de plus de 10 % avant la vaccination. Il présente toutefois des défauts, dont une protection de courte durée (60 % des animaux vaccinés sont encore protégés au bout d'un an) nécessitant de revacciner chaque année. De plus le vaccin est instable, il s'affaiblissait parfois au point de ne pas provoquer de réaction immunitaire et, dans d'autres cas, il restait assez virulent pour communiquer la maladie qu'il était censé prévenir (au moins 0,25 à 0,5 % des cas). Il est progressivement abandonné au début du XXe siècle.
Nicolas Stamatin en 1931 et Max Sterne en 1937 obtinrent des vaccins plus efficaces à l'aide de souches bactériennes vivantes dépourvues de la capacité de former des capsules (bacilles acapsulés ou acapsulogènes). Les vaccins vétérinaires contre le charbon utilisés dans le monde au début du XXIe siècle en dérivent (souche dite 34F).

#### Vaccins humains
Dans les années 1910, les premiers essais de vaccins humains contre le charbon sont des échecs. À partir des années 1930, les soviétiques utilisent un vaccin vivant, similaire à celui de Sterne, toujours utilisé en fédération de Russie, notamment en Asie centrale. La Chine utilise aussi un vaccin vivant, qu'elle produit pour ses propres besoins,.
Le Royaume-Uni et les États-Unis préfèrent développer un vaccin non-vivant à partir des années 1950 et 1960.

## Agent causal

Structure secondaire, en motif de clé grecque, de la toxine du charbon.

Bacillus anthracis est une bactérie à gram positif ; le bacille est immobile (ne possède pas de flagelle), ce qui le distingue des autres Bacilli qui sont mobiles ; la bactérie est sporulante et son type respiratoire est aérobie/anaérobie facultatif. Les spores du bacille du charbon sont hautement résistantes. Ces spores germent en une forme végétative lorsqu’elles se trouvent dans des environnements tels que le sang ou les tissus, des Hommes ou des animaux ; riches en acides aminés, en nucléotides et en glucose.
Malgré leur haute résistance, les spores ne se reproduisent pas, en revanche elles peuvent survivre des dizaines d’années dans le sol. Il existe un problème de destruction de Bacillus anthracis de par la résistance des spores à la sécheresse, la chaleur, les rayons ultra-violets, les rayons gamma et à de nombreuses substances désinfectantes.

### Facteurs de virulence
Bacillus anthracis possède deux facteurs de virulence :
- tout d’abord la capsule lui permet d’échapper à la phagocytose ;
- ensuite il existe deux toxines composées de trois protéines distinctes : l’antigène protecteur, couramment appelé « protéine PA » (de l'anglais « protective antigen »), le facteur œdématogène et le facteur létal. Lorsque les deux premières protéines sont associées, elles forment la toxine œdématogène tandis que lorsque l’antigène protecteur est associé au facteur létal il y a formation de la toxine létale. Cette dernière agit directement sur la virulence de la bactérie, si elle subit une déficience, la virulence sera réduite d’un facteur de 1 000.

## Épidémiologie
L’infection résulte généralement d'une exposition à des spores provenant d’animaux infectés (morts ou vivants) ou de produits animaux contaminés. La transmission d’homme à homme n’ayant pas été prouvée, les patients ne constituent aucun danger et il n’est donc pas nécessaire de les isoler.
Les espèces domestiques les plus touchées sont les bovins et les moutons. La maladie ne se communique pas directement d'animal à animal, mais à partir des sols et pâturages infectés par ingestion de spores (moins souvent par inhalation). Plus rarement, les carnivores peuvent être touchés par ingestion de viande contaminée, ils ne sont pas malades, mais ils peuvent transmettre des spores par leurs excréments, leurs griffes ou leurs dents souillées.
La maladie est largement répandue, dans le monde entier, mais avec des différences selon les régions et continents. Au XXe siècle, les épizooties ont été fréquentes en Europe et en Asie, plus rares en Australie et au Canada. Elles surviennent plus souvent lors des mois chauds, où alternent sècheresse et fortes pluies. Il existe des foyers endémiques permanents en Éthiopie, Iran, Chine, et au Mexique. En Europe, la maladie est notamment présente en zone méditerranéenne.

### France
Le cheptel (bovin principalement) français est périodiquement touché (chaque année dans certains départements du Massif-Central, de Savoie et du Nord-Est). Ainsi de 1999 à 2009, 74 foyers de fièvre charbonneuse ont été enregistrés : en juillet 2009 sur les communes d'Étables, La Table, La Trinité, Presle, Villard-Sallet et La-Chapelle-Du-Bard, dans les environs de La Rochette (Savoie), en juillet 2012 dans la région Rhône-Alpes et en août 2016 en Moselle.
De 2002 à 2010, en France, quatre cas d'infections humaines ont été identifiés (charbon cutané), un par manipulation de laine de mouton contaminé, trois par dépeçage d'une même vache contaminée.

### Grand Nord sibérien
Un risque est que le réchauffement climatique (par la fonte du pergélisol où la bactérie peut rester infectieuse des milliers d'années) ne fasse ressurgir des épidémies. Ainsi, à l'été 2016, après 75 ans de congélation, le Bacillus anthracis est réapparu dans le district autonome de Iamalo-Nénétsie du Grand Nord russe, porté semble-t-il par un cadavre de renne dégelé et ramené en surface .
L'épidémie a touché les rennes : plus de 80 % des animaux malades ont présenté des symptômes cutanés (facilement soignés par antibiothérapie) mais aussi des troubles pulmonaires dans 20 % des cas, alors mortels s'ils ne sont pas très rapidement détectés et soignés. Dans ce cas, la région entière (équivalente en taille à une fois et demie la France) a été mise en quarantaine et, à l'aide d'hélicoptères et de drones militaires, les cadavres ont été recherchés et brûlés. 160 éleveurs de rennes ont été évacués. Plusieurs dizaines d'habitants infectés ont dû être hospitalisés ; certains avaient « mangé de la viande (crue) et bu du sang de renne infecté ». Cette épidémie a tué un enfant de 12 ans et plus de 2 000 rennes.

## Chez les animaux
La maladie touche les animaux de ferme ainsi que les animaux sauvages. Parmi les animaux domestiques, le bétail et les moutons sont plus touchés que les chevaux et les chèvres. La maladie vétérinaire se présente sous des formes suraigües, aigües, subaigües et chroniques. Dans les formes graves, l'animal peut mourir en deux à trois jours, par syndrome hémorragique (saignements du nez, de la bouche et de l'anus).
Les descriptions anciennes (animaux non immunisés, avant l'ère des antibiotiques) sont les suivantes :
- le mouton est l'espèce la plus sensible. La maladie présente deux formes : la forme rapide se manifeste brutalement et sans signes annonciateurs, l'animal cesse de manger et piétine ; atteint de forte fièvre, il fonce devant lui et tombe avec urines et diarrhées sanglantes ; il meurt en moins de quatre heures, parfois en dix minutes. D'où le nom ancien de « (coup de) sang de rate de mouton ». La forme lente dure un jour ou plus, elle s'annonce par une faiblesse ; l'animal n'arrive plus à suivre le troupeau en marche, puis viennent les manifestations précédentes de façon plus progressive ;
- chez le cheval, la forme rapide se manifeste par une diarrhée avec frissons, tremblements et forte fièvre (d'où le nom de « fièvre charbonneuse du cheval ») ; l'animal est prostré et convulse, il meurt huit à trente heures après l'infection. La forme lente évolue en deux à six jours, souvent annoncée par une boiterie, sans cause apparente, d'une patte postérieure, d'où le nom de maladie de « sang lent de cheval ». Il existe une autre forme de début, par des tuméfactions localisées, principalement à la tête et au cou, dite « charbon externe du cheval » ;
- le bœuf présente les mêmes troubles que le cheval mais avec quelques différences : le bœuf aura presque toujours une angine avec masse ganglionnaire entre les mâchoires, d'où le nom ancien de « glossanthrax » ; la maladie évolue en un jour environ et peut guérir spontanément ;
- chez le porc, la maladie est plus rare. Elle se manifeste par une angine, une enflure de la tête et de la gorge, des taches rouges sur la peau. La maladie évolue en un à six jours, l'animal meurt le plus souvent par asphyxie mécanique due à l'angine mais les guérisons sont possibles ;
- les carnivores sont peu sensibles, sauf conditions particulières (âge -sensibilité du chiot-, maladie, inoculation de laboratoire, etc.) ;
- les oiseaux (homéothermes à 41-42°) sont réfractaires[28], sauf l'autruche ;
- les animaux à sang froid sont en principe réfractaires ;
- chez les animaux sauvages, les primates et les cervidés sont les plus sensibles ;

Les animaux de laboratoire sensibles les plus utilisés ont été la souris, le cobaye et le lapin. Parmi les rongeurs, les rats sont relativement résistants.
Les espèces réfractaires ne le sont pas de manière absolue ; leur dose létale ou encore leur dose infectieuse nécessaire est plus élevée (possibilité d'autant plus rare dans la nature mais pouvant toujours être réalisée en laboratoire). Par exemple, par voie transcutanée, par rapport à la souris, le lapin peut nécessiter des doses × 50, le rat × 104 , le chien 5 × 108, etc.

## Formes cliniques et pronostic
Les différentes contaminations par le Bacillus anthracis engendrent des conséquences diverses sur l’organisme. Chez l'Homme, il existe trois formes de contamination : cutanée, digestive et respiratoire. Un quatrième mode de contamination est possible chez les toxicomanes, par injection avec une seringue contaminée.

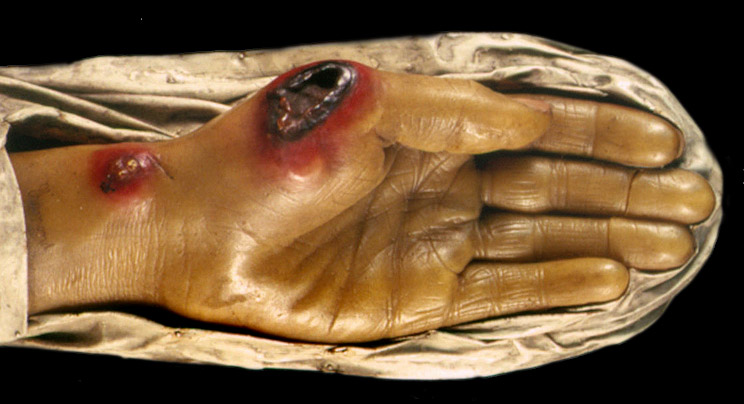
Moulage médical pédagogique de cire présentant des lésions sur une main, dues au charbon. Ce moulage date du début du XXe siècle et a été fabriqué par la Maison Tramond à Paris. Il est conservé à la division des collections historiques du Musée national de la santé et de la médecine à Washington, D.C.

### Forme cutanée
Elle est rare chez l'animal mais c'est la plus fréquente chez l'être humain (95 % des cas). Elle résulte d'un contact entre des spores et une blessure. Après une incubation comprise entre un et douze jours, une macule se forme à l’endroit de l’inoculation, macule qui provoque d'abord des démangeaisons, puis un jour après, forme des ulcérations entourées de vésicules. Le bouton est indolore et enfoncé, il se dessèche et se couvre ensuite d’une croûte noire (d'où le nom de la maladie).
Dans 80 % des cas, la blessure guérit sans complications. Malgré tout, dans certains cas, l’œdème s’intensifie et prend du volume, engendrant une déformation du visage ou du membre atteint. Dans un premier temps, une forte fièvre apparaît qui, sans traitement, entraîne de fortes complications. Ces complications évoluent vers la mort dans 5 % à 20 % des cas.
Les derniers cas connus en France seraient celui de trois hommes adultes ayant dépecé et éviscéré une même vache charbonneuse en novembre 2008 dans une ferme de Moselle. Le diagnostic a été établi par amplification génique positive sur des biopsies des lésions cutanées. Tous ont eu une évolution favorable sans complications,.

### Forme gastro-intestinale
Cette infection, qui résulte de la consommation de viande contenant des endospores, est peu répandue. Le charbon gastro-intestinal apparaît dans le cas où des spores se retrouvent dans les voies gastro-intestinales supérieures ou inférieures. Dans le premier cas, la forme oropharyngienne se caractérise par l’apparition d’un ulcère œsophagien ou oral avec une adénopathie lymphatique régionale et une septicémie. Dans les cas où les spores se présentent dans les voies gastro-intestinales inférieures, les nausées et vomissements sont rapidement suivis de diarrhées sanguinolentes, d’une perforation des intestins et de septicémie ; une ascite massive peut apparaître.
Cette forme peut être soignée mais reste mortelle entre 25 % et 60 % des cas, selon la rapidité du début des soins.

### Forme respiratoire
Cette forme de charbon, la plus grave, provient de l’inhalation de spores via des particules contaminées (aérosol). Les spores qui se sont déposées dans les alvéoles pulmonaires sont phagocytées par les macrophages. Ceux-ci finissent par éclater et les spores ainsi libérées sont transportées par le système lymphatique aux ganglions trachéobronchiques. Les spores donnent naissance à des formes végétatives qui se multiplient et qui produisent des toxines jusqu’à soixante jours plus tard, l'incubation pouvant atteindre plus de six semaines.
La maladie débute par un syndrome grippal peu spécifique accompagné de fièvre, de douleurs musculaires, de maux de tête et de toux sèche. Il n'y a, par contre, pas de symptômes nasaux (rhume). Deux à quatre jours après le début des symptômes, apparaît une soudaine aggravation de la situation générale. Une insuffisance respiratoire grave, des douleurs rétrosternales aiguës et une hypotension sont observées. Une radiographie du thorax présente alors une image typique de la dilatation médiastinale caractéristique de la lymphodénopathie médiastinale hémorragique et la médiastinite. Parfois, le patient meurt quelques heures après le début de cette deuxième phase. Une méningite hémorragique ou une septicémie charbonneuse complique l'évolution dans près de la moitié des cas.
Le charbon pulmonaire représente moins de 5 % des cas mais son taux de mortalité est estimé entre 90 et 100 % en l'absence de traitement (forme professionnelle historique des trieurs de laine, tanneurs, équarrisseurs, etc.), et de moins de 50 % en cas de prise en charge moderne et antibiothérapie précoce et prolongée (forme liée au bioterrorisme aux États-Unis).
Le charbon pulmonaire n'est pas contagieux (pas de transmission interhumaine).

## Diagnostic
Le germe peut être retrouvé à différents niveaux : sang, épanchements, etc. La mise en culture est cependant longue. La sérologie n'est positive que tardivement. Un diagnostic par PCR est possible.

## Transmission par une arme bactériologique
La propagation volontaire ou accidentelle du Bacillus anthracis sous forme de spores dans l'air ambiant peut causer la forme respiratoire de la maladie du charbon.
- En 1942, l'île Gruinard en Écosse sert de terrain d'expérimentation pour un bombardement au bacille du charbon par l'armée britannique. Après l'expérience, l'île est placée en quarantaine puis interdite d'accès jusqu'en 1990.
- Plusieurs dizaines d'habitants de Sverdlovsk (Iekaterinbourg, une ville située 1 400 km à l'est de Moscou) sont morts en 1979 de cette forme respiratoire de la maladie, à la suite d'un accident dans une base militaire soviétique où l'on étudiait et produisait des armes biologiques. La chronologie de l'accident n'a pu être reconstituée qu'en 2016[39].
- Les attaques à l'aide d'enveloppes contaminées au bacille du charbon, à la fin de 2001 aux États-Unis, montrent que cette bactérie est un des germes pouvant servir le bioterrorisme[40], avec 22 cas décrits dont cinq fatals[41].

## Traitement
La prise en charge a fait l'objet de la publication de recommandations par la CDC américaine en 2014.
Les antibiotiques adaptés administrés tôt, en doses suffisantes et suffisamment longtemps, ont une efficacité certaine. Il existe différents médicaments pour traiter une infection à Bacillus anthracis. Ceux-ci sont prescrits en fonction de l’âge du patient et du degré de la maladie. Les principaux sont la ciprofloxacine, l’ofloxacine, la vafloxacine, la doxycycline, l’amoxicilline et la péfloxacine.
Un anticorps monoclonal, le raxibacumab, dirigé contre l'un des composants de la toxine, a été testé avec succès chez l'animal dans l'anthrax inhalé.
Un effet curatif de la feuille de noyer contre le charbon fut signalé en 1853 par Louis Pomayrol, confirmé en 1880 par Casimir Davaine et en 1955 par Émile Lagrange, mais ne semble pas avoir intéressé l'industrie pharmaceutique. Il resta ignoré de tous les traités, ce dont Léon Binet s'étonnait en 1961.

## Prévention
La contagiosité de la maladie est très faible, ne requérant que des précautions d'hygiène standard.
La souche Sterne est encore en 2007 le vaccin vivant le plus utilisé. Il s'agit d'un vaccin efficace mais causant souvent une réaction inflammatoire qui le rend assez dangereux ; aussi est-il réservé à un usage vétérinaire,,.
Pour l'usage humain, on utilise en Grande-Bretagne et aux États-Unis des vaccins acellulaires (autrement dit non-vivants et non-entiers, composés d'une partie immunogène de la bactérie tuée) dont le facteur immunogène essentiel est la protéine PA (antigène protecteur, voir plus haut) du Bacillus anthracis,.

## Législation
La maladie du charbon, animale et humaine, fait partie des maladies soumises à contrôle et surveillance internationale, selon les codes et règlements de l'OMS et de l'OIE (Office international des épizooties ou organisation mondiale de la santé animale).
En France, elle est sur la liste des maladies infectieuses à déclaration obligatoire depuis 2002. Pour chaque foyer ou épisode de charbon animal, les personnes exposées sont identifiées, le risque évalué, avec traitement éventuel post-exposition, par les services départementaux et régionaux concernés. Les personnes exposées à risque sont le plus souvent les éleveurs des animaux charbonneux, leurs salariés, le vétérinaire de l'élevage, les personnels des entreprises d'équarrissage etc..